# Lena Philipsson
Maria Magdalena Philipsson (Vetlanda, Provincia de Jönköping; 19 de enero de 1966), más conocida como Lena Philipsson, es una cantante sueca muy popular en su país.

## Carrera
Su carrera musical comenzó tras participar en el Melodifestivalen en 1986 con "Kärleken Är Evig" (El amor es eterno), 1987 con "Dansa I Neon" (Bailando en el neón) y 1988 con "Om Igen" (Otra vez).
Cosechó notables éxitos a finales de los 1980 y principios de los 1990 con álbumes como "My Name" (1989) y "A Woman´s Gotta Do What A Woman´s Gotta Do" (1991). 
Durante los 1990 su fama empezó a decaer, posiblemente por sus continuos cambios de estilo. En 1997 sacó el álbum "Bästa Vänner" y se distanció de la música, sacando solo algunos sencillos en 2000 y 2001.
En 2004 regresó a la música de nuevo gracias al Melodifestivalen con la canción "Det Gör Ont" ("Duele"). En esta ocasión consiguió el triunfo y, por tanto, representó a Suecia en Festival de la Canción de Eurovisión 2004 en Estambul. Para ello utilizó la versión en inglés del tema, It Hurts, con el que consiguió el quinto puesto. Fue número uno en ventas en su país durante siete semanas, y su álbum "Det gör ont en stund på natten men inget på dan" lo fue durante cinco.  
En 2006 fue la encargada de presentar el Melodifestivalen, festival de la canción sueca, que había ganado dos años antes, en 2004.
Desde entonces no ha dejado de copar los primeros puestos en las listas de ventas del país escandinavo.
En 2025 ha iniciado una gira mundial junto a Per Gessle (Roxette) denominada Roxette in Concert donde interpreta los grandes éxitos del dúo sueco, sustituyendo a la fallecida Marie Fredriksson.

## Trayecto en el Melodifestivalen
- 1986 con Kärleken är evig (2ª)
- 1987 con Dansa i neon (5ª)
- 1988 con Om igen (2.ª)
- 1991 con Tvillingsjäl (Autora)
- 1999 con Det svär jag på	(Autora)
- 2004 con Det gör ont (1.ª).

## Discografía

### Álbumes
- Kärleken Är Evig (1986)
- Dansa I Neon (1987)
- Boy (1987)
- Talking In Your Sleep (1988)
- Hitlåtar med Lena Philipsson (1985 - 1987)
- My Name (1989)
- A Woman´s Gotta Do What A Woman´s Gotta Do (1991)
- Fantasy (1993)
- Lena Philipsson (1995)
- Bästa Vänner (1997)
- Hennes Bästa (1998)
- Lena Philipsson Collection 1984, 2001 (2001)
- 100% Lena (2002)
- Det gör ont en stund på natten men inget på dan (2004)
- Jag ångrar ingenting (2005)
- Lena 20 År (2007)
- Lena and Orup: Dubbel (2008)
- Världen snurrar (2012)
- Jag är ingen älskling (2015)

### Singles
- Boy/You Open My Eyes (1984)
- Kärleken Är Evig/Om Kärleken Är Blind (1986)
- Åh Amadeus (1986)
- Jag Känner (Ti Sento) (1986)
- Dansa I Neon (1987)
- Cheerio / Det Går Väl An (1987)
- Saknar Dig Innan Du Går (1987)
- Den Ende (1987)
- Klinga Mina Klockor/med Benny Andersson & Önskekören (1987)
- I'm A Fool/Teach Me Tiger (1987)
- Om Igen/Vem Skall Sova Över (1988)
- Talking In Your Sleep (1988)
- I Varje Spegel/Ain't It Just The Way (1988)
- Tänd Ett Ljus/What Can I Do? (1989)
- Standing In My Rain/Blue Jeans (1989)
- Why (Så Lätt Kommer Du Inte Undan) (1989)
- What Can I Do (1990)
- The Escape (1991)
- 006/Hard To Be A Lover (1991)
- The Preacher (1991)
- Are You In Or Are You Out (1991)
- Fantasy (1993)
- Give Me Your Love (1993)
- Baby Baby Love (1993)
- Månsken I Augusti (1994)
- Kärlek Kommer Med Sommar/Vila Hos Mig (1995)
- Stjärnorna (1995)
- Moder Swea/Underbar (1995)
- Bästa Vänner (1997)
- Tänk Om Jag Aldrig Mer (1997)
- I Believe In Miracles (2000) (radio)
- Fly Me Over The Rainbow (2001) (radio)
- Spell Of Love/Lady Star (2001)
- Det Gör Ont (2004)
- Delirium (2004)
- Lena Anthem (2004)
- På Gatan Där Jag Bor (2005)
- Unga Pojkar & Äldre Män (2005)
- Han Jobbar I Affär (2005)
- "Jag ångrar ingenting (song)|Jag ångrar ingenting" (2006)
- "Det ringer på min dörr" (2006)
- "Nu när du gått (with Orup)" (2008)
- "Fem minuter i himlen (with Orup)" (2009)
- "Dancing in the Neon Light (with Dead By April)" (2011)
- "Idiot" (2011)
- "Live Tomorrow" (2011)
- ”Galen” (2018)
- ”Maria Magdalena” (2019)
- ”Du ljuger” (2019)
- ”Du är aldrig ensam” (2019)